# TROPO
TROPO（トロポ）とは、米TROPO社が提供するPaaSである。クラウド上にあるプラットフォームで、提供されているAPIを使用し、電話の受発信、電話の音声の録音、音声データの電話による再生、文字を音声に変換する音声合成 (TTS)、音声自動応答 (IVR) 及び転送、SMS（ショートメッセージサービス）配信を標準的なウェブ言語（Ruby、Python、PHP、GroovyやJavaScript等）を用いてアプリケーションに組み込む開発をサポートする。
全世界でサービス利用開発者数は20万人、サービス提供国は42カ国以上にのぼり、日本でもサービスが提供されておりアクロスウェイ株式会社がその代理店である。

## 歴史
アメリカ合衆国フロリダ州中央部のオーランドで、Webデベロッパーがテレフォニーアプリケーションを簡単に開発できることを目指して、1999年にジョナサン・タイラー（現Tropo, Inc. CEO）らによってTROPO社の前身であるVoxeo社によって設立された。
2000年、2001年に開発費用としてCrosspoint Venture Partners社やMayfield Fund社等の投資ファンドから4000万ドルが出資された。2004年の9月にプライベートカンパニーを中心にM&Aを行ない、また、音声やSMS、インスタントメッセージ、Twitter向けのマルチクラウド型コミュニケーションプラットフォームTROPO事業が分離し、TROPO社となる。
2015年5月7日（米国時間）にシスコシステムズにより買収された。この買収によりCisco Sparkというサービスに影響を及ぼすこととなる。

## 受賞
シンガポールで開催されたLTE Asia Conference 2014でTROPOは“イノベーションアクセラレータ賞”を受賞した。